# Aferesi (medicina)

Schema di aferesi mediante un separatore cellulare. Il sangue intero entra nella centrifuga (1) e viene separato in plasma (2), leucociti (3) ed eritrociti (4). I componenti selezionati vengono poi rimossi (5), mentre il resto viene reimmesso nella circolazione del soggetto che si è sottoposto alla donazione sanguigna.

Il termine aferesi (dal latino aphaeresis e dal greco ἀφαίρεσις, "eliminazione", "rimozione") indica un gruppo di tecniche per rimuovere dal sangue una o più delle sue componenti, restituendo al soggetto trattato la quota che non s'intende trattenere.

## Motivazioni
Solitamente, ad ogni donazione di sangue intero vengono prelevati circa 450 ml di sangue, e da una sacca così ottenuta si possono ricavare, mediante frazionamento, concentrati di globuli rossi, piastrine e plasma grezzo. 
Tuttavia, per plasma e piastrine, per ottenere una quantità utile è necessario raggruppare un certo numero di singole sacche. Questo fatto determina tre inconvenienti:
- sono necessari molti donatori per ottenere un risultato;
- il paziente entrando in contatto con gli antigeni di più donatori ha maggiori probabilità di sviluppare anticorpi e quindi di provocare problemi nelle successive trasfusioni;
- aumentando il numero di donatori aumenta il rischio di esposizione ad agenti infettivi.

Oltre a ciò va detto che, a parità di donazioni, con l'aferesi si ottiene una quantità maggiore di frazione concentrata e la donazione può essere effettuata più spesso di quella di sangue intero; questo poiché l'organismo recupera in fretta le perdite di plasma, piastrine e globuli bianchi.

## Metodo

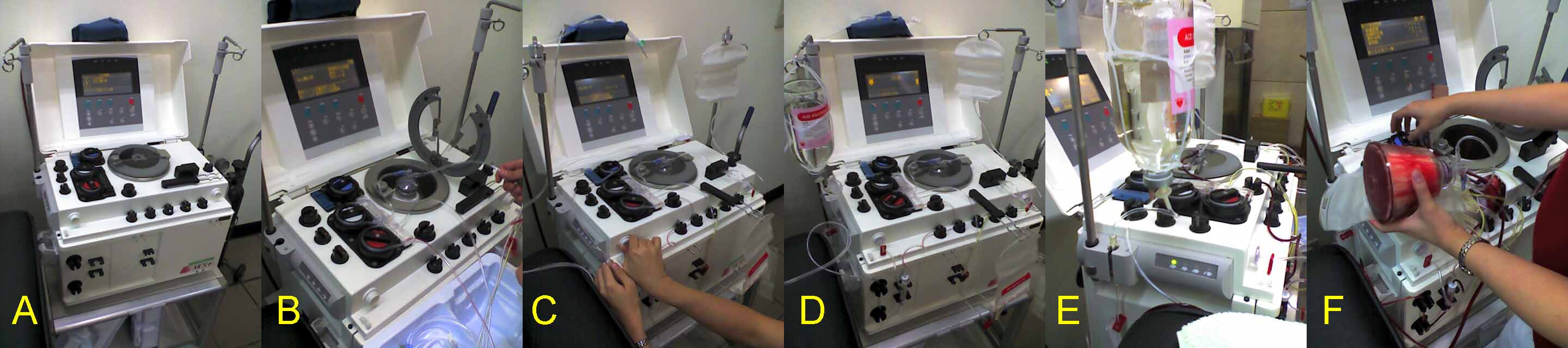
Aferesi piastrinica: preparazione (A-D), operazione (E) e smontaggio/pulizia (F) dell'apparecchiatura. La macchina può essere configurata per effettuare la separazione anche di altre componenti del sangue.

L'aferesi si effettua mediante una macchina chiamata separatore cellulare. Questo strumento estrae il sangue da una vena dell'avambraccio, come nella donazione tradizionale, lo immette in un circuito sterile e, mediante procedimenti fisico-meccanici, lo separa consentendo la raccolta degli emocomponenti desiderati e reimmettendo, nella stessa modalità, nella vena, le componenti non volute.
Queste apparecchiature possono utilizzare una o due vie di accesso venoso (flusso discontinuo o flusso continuo). Nel primo caso, si alternano una fase di raccolta ad una fase di reinfusione degli emocomponenti non oggetto della donazione, mentre nel sistema a flusso continuo, vi sono due vie di accesso venoso: in una il sangue intero viene prelevato e nell'altra gli emocomponenti non rimossi vengono reimmessi nel circolo sanguigno. Durante questi processi, per evitare la coagulazione del sangue, vengono utilizzati anticoagulanti come il citrato.
La separazione avviene per peso specifico (separazione per densità) mediante 3 sistemi:
- centrifugazione: il sangue intero prelevato dal donatore viene fatto fluire in un sistema di centrifugazione che, accelerando il processo di sedimentazione, permette di separare le cellule fra loro e queste dal plasma;
- filtrazione: il sangue intero prelevato dal donatore viene fatto fluire in un modulo filtrante di membrane microporose che permettono la separazione delle molecole proteiche plasmatiche dalle cellule, che non possono attraversarle;
- combinazione di filtrazione e centrifugazione: il sangue fluisce in un cilindro contenente una membrana in policarbonato con pori di pochi micron. La centrifugazione permette di separare i vari costituenti del sangue e la rotazione allontana le cellule dalla membrana impedendo la saturazione del filtro. La soluzione contenente le cellule viene poi fatta fluire in un serbatoio, mentre il plasma (contenente piastrine o meno, a seconda della procedura) va ad una sacca di raccolta.

Un altro sistema per aumentare la specificità di separazione prevede un processo di adsorbimento su biglie ricoperte da materiale assorbente.

## Tipologie

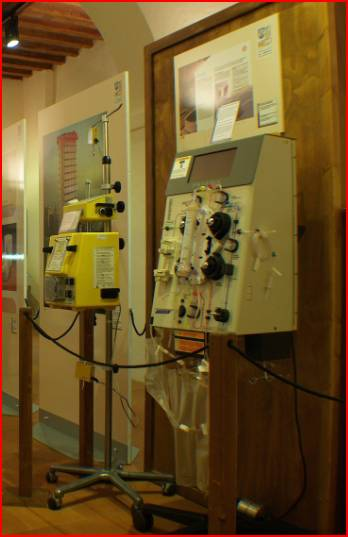
Macchina per plasmaferesi

### Per componenti
A seconda della componente prelevata dal sangue si distinguono:
- eritroaferesi, per separare i globuli rossi: viene utilizzata in pazienti con malattie a carico di eritrociti, come l'anemia falciforme o la malaria. L'eritroaferesi viene utilizzata anche con l'intento di preparare una scorta di globuli rossi appartenenti allo stesso donatore, in caso di intervento chirurgico, e per rimuovere globuli rossi patologici;
- leucoaferesi, per separare i leucociti, utilizzata in protocolli sperimentali di trapianto di midollo anche se la breve emivita di gran parte dei granulociti (1-2 giorni) ne preclude un utilizzo più vasto;
- piastrinoaferesi o trombocitoaferesi, per separare le piastrine;
- plasmaferesi, per separare il plasma: utile per proteine plasmatiche presenti al suo interno quali l'albumina, le immunoglobuline ed i fattori di coagulazione;
- aferesi multicomponent, per separare insieme due componenti, ad esempio plasma e piastrine (plasmapiastrinoaferesi) o globuli rossi e plasma (eritroplasmaferesi) o globuli rossi e piastrine (eritropiastrinoaferesi);
- staminoaferesi, raccolta di cellule staminali circolanti provenienti dal midollo osseo, quale alternativa al prelievo di midollo osseo.

### Per finalità
A seconda delle finalità questa tecnica trasfusionale è distinta in due tipi:
- aferesi produttiva: utilizzata allo scopo di raccogliere emocomponenti estraendoli singolarmente dal sangue di un donatore per destinarli a pazienti che ne hanno necessità;
- aferesi terapeutica: utilizzata prelevando componenti sanguigne patologiche a scopo terapeutico. Si può utilizzare per il controllo di malattie autoimmuni o leucemie, avvelenamenti, e in tutte quelle circostanze nelle quali sia necessario asportare rapidamente dal sangue sostanze dannose disciolte nel plasma.

L'aferesi viene utilizzata anche per rimuovere temporaneamente una o più componenti sanguigne che potrebbero essere danneggiate in seguito ad una terapia (ad esempio prima di un trattamento antitumorale); in questo caso le componenti possono essere reinfuse nel paziente al termine della stessa.